# Aboadela
Aboadela era una freguesia portuguesa del municipio de Amarante, distrito de Oporto.

## Historia
Fue suprimida el 28 de enero  de 2013, en aplicación de una resolución de la Asamblea de la República portuguesa promulgada el 16 de enero de 2013 al unirse con las freguesias de Sanche y Várzea, formando la nueva freguesia de Aboadela, Sanche e Várzea.

## Patrimonio
- Pelourinho de Ovelha.